# 散逸层

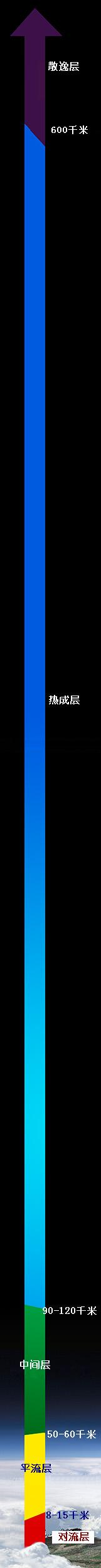
紫色的部分是散逸層(Exosphere)。

散逸层，亦称外氣層，是地球大气层的最外层，位于增溫層的上方，其顶界可被视作整个大气层的上界。散逸层大气的温度极高，因此空气粒子运动很快。又因其离地心较远，受地球引力作用较小，所以这一层的大气质点经常散逸至外层空间。散逸层的这一特点也造成其大气密度极低，和外層空间区别不大。

## 范围和组成
散逸层的下界距离地表800km、顶界约为2000－3000km，这里也可被视作地球大气层的上界。散逸层的大气由电离气体组成，大气密度已经与星际非常接近，本层大气质量只有大气层总质量的10−11。地球大气层在这一层逐渐过渡到星际空间，地冕也存在于这一层。

## 气温
理論上散逸层的气温极高，气温由低到高呈垂直分布，随着高度的升高而升高。散逸层的高温在原理上与增溫層相同，大气分子是因为吸收了来自太阳的短波辐射而被加热的。但由于散逸层的大气密度实在太低，所以氣體分子雖然帶有了很大的能量，但不會令人感到任何溫暖，一台普通的溫度計也只會量度到零攝氏度以下。

## 人类应用
散逸层是人造卫星和火箭等航天器的运行空间，在極低的密度下大氣阻力基本上可以忽略不計。